# Tartar GR
| GR ist das Kürzel für den Kanton Graubünden in der Schweiz. Es wird verwendet, um Verwechslungen mit anderen Einträgen des Namens Tartar zu vermeiden. |

Tartar ist eine Fraktion der Gemeinde Cazis im Kanton Graubünden, Schweiz.
Bis Ende 2009 bildete sie eine eigenständige politische Gemeinde. Auf den 1. Januar 2010 fusionierten die Gemeinden Cazis, Portein, Präz, Sarn und Tartar zur neuen Gemeinde Cazis.

## Geographie
Tartar liegt am äusseren Heinzenberg. Es hat genügend Kinder um eine eigene Schule zu betreiben. Durch eine grosszügige Patenschaft der Baselbieter Gemeinde Muttenz konnte sich Tartar ein eigenes Gemeindehaus leisten, das wie alle gemeindeeigenen Gebäude durch ein kleines Bachkraftwerk mit Strom versorgt wird. Während wenige Personen innerhalb der Gemeinde arbeiten, ist der Tourismus für manche ein Nebenerwerb. Auf dem Gemeindeboden stehen viele Ferienhäuser; insgesamt 1100 Logiernächte durch Touristen werden jährlich verbucht. Ein Drittel des Gemeindegebiets ist von Wald bedeckt.

## Geschichte

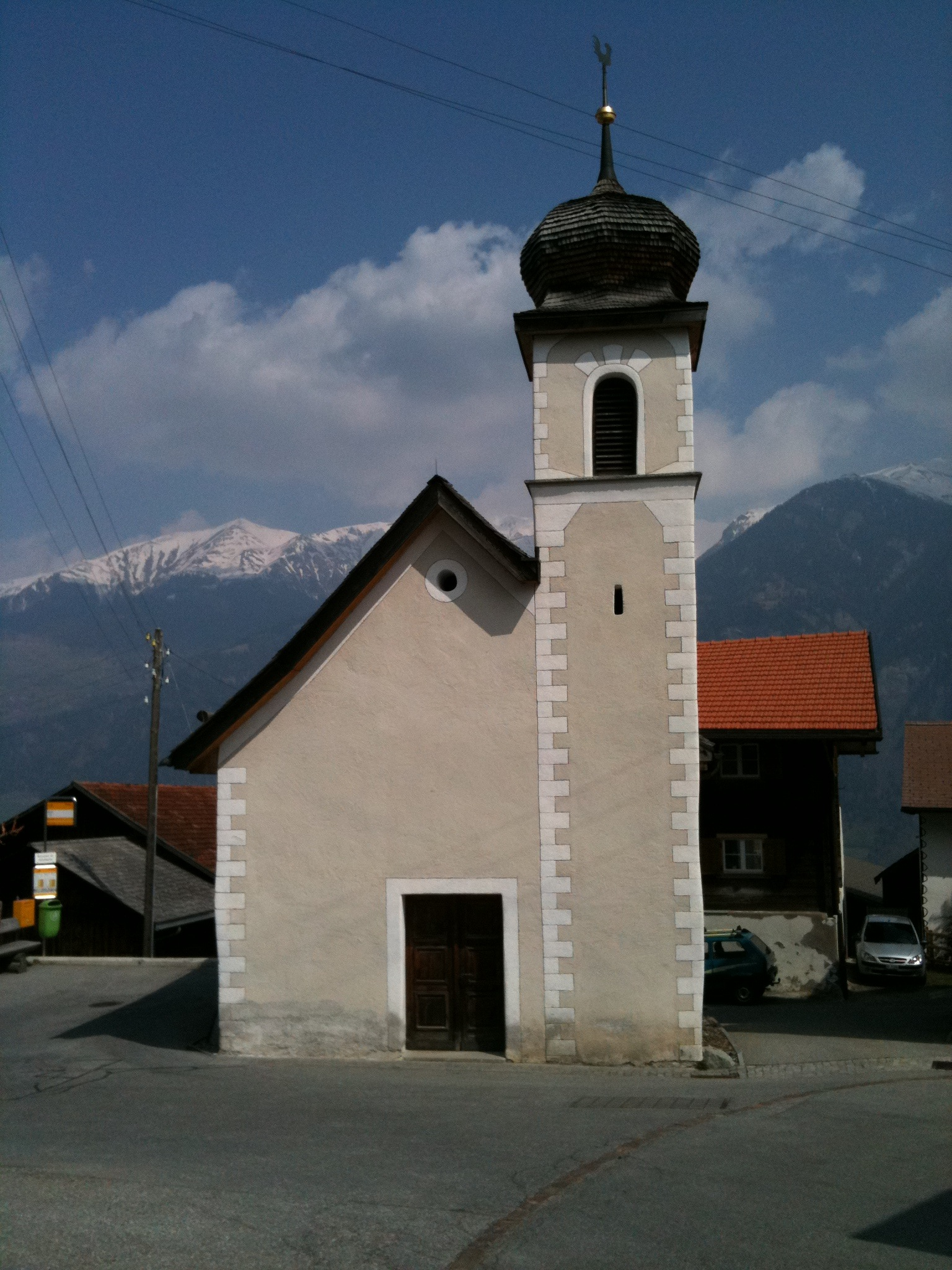
Reformierte Kirche Tartar

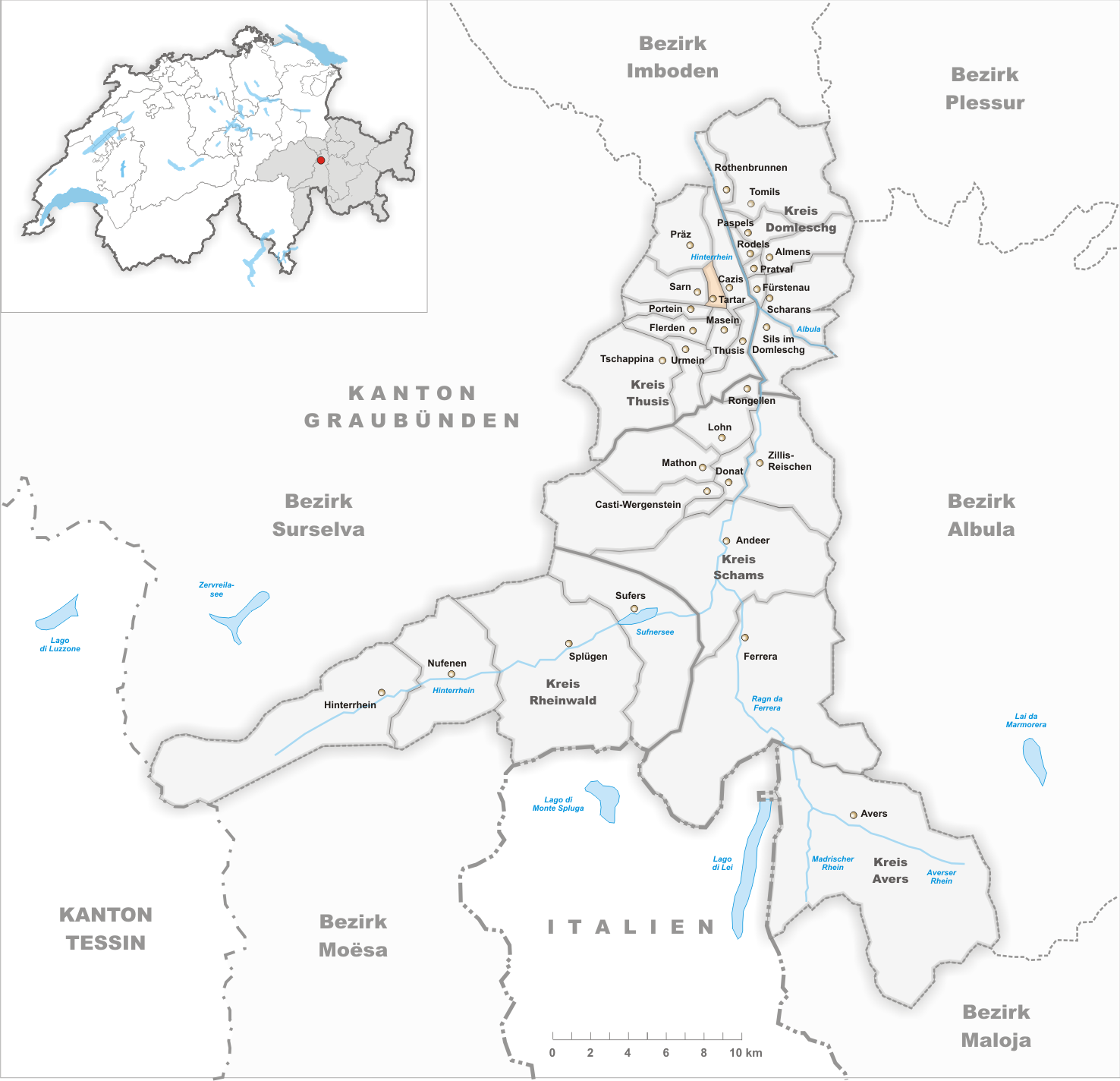
Gemeindestand vor der Fusion am 1. Januar 2010

Der Ort findet sich erstmals 1290/1298 als in Tartere bezeugt. Die Bedeutung des Ortsnamens ist unbekannt.
Die Bauern zinsten vor allem dem Kloster Cazis (colonia de Filectu des Meierhofes Munté), dem Bistum Chur und den Herren von Schauenstein, die in der Burg Ehrenfels wohnten.
Landesherren waren bis 1337 die Vazer, dann die Werdenberger sowie die Rhäzünser, ab 1475 der Bischof. Während heute in Tartar fast ausschliesslich Deutsch gesprochen wird, war es früher eine rätoromanische Gemeinde, worauf viele Flurnamen hinweisen.
Kirchlich gehörte Tartar zur Grosspfarrei Hochrialt mit der Kirche von St. Johann auf Hohenrätien, ab 1505 zu Portein; gleichzeitig wird in Tartar die Kapelle St. Stephan erwähnt, deren Baubestand im Wesentlichen jenem der späteren reformierten Kirche entspricht. Tartar blieb nach der Reformation 1530 bis 1540 paritätisch und bildete fortan eine Pfarrgemeinschaft mit Portein und Sarn.
Bis 1851 war Tartar eine Nachbarschaft der Gerichtsgemeinde Thusis. Der Auskauf der letzten bischöflichen Rechte erfolgte 1709. Der Grossbrand von 1806 zerstörte das vom Wein- und Kastanienanbau geprägte Dorf weitgehend. Viele Einwohner mussten notgedrungen ihr Acker- und Weideland verkaufen.
Die Fahrstrasse wurde 1893/1894 errichtet. Bis in die 1980er Jahre war der erste Sektor, vor allem Viehwirtschaft, dominierend, danach entwickelte sich der Tourismus (Ferienhäuser).

## Wappen
| Wappen von Tartar GR | Blasonierung: «Geteilt durch einen roten Balken, oben in Silber (Weiss) ein wachsender blauer, rot bewehrter Löwe, unten im Wolkenschnitt geteilt von silber und blau.»                   |
| Wappen von Tartar GR | Der Löwe steht für die Zugehörigkeit der Gemeinde zum ehemaligen Gericht Thusis, der Wolkenschnitt ist ein Element des Wappens der Herren von Schauenstein, die Grundherren im Ort waren. |

## Bevölkerung
| Bevölkerungsentwicklung | Bevölkerungsentwicklung | Bevölkerungsentwicklung | Bevölkerungsentwicklung | Bevölkerungsentwicklung | Bevölkerungsentwicklung | Bevölkerungsentwicklung | Bevölkerungsentwicklung | Bevölkerungsentwicklung | Bevölkerungsentwicklung | Bevölkerungsentwicklung |
| ----------------------- | ----------------------- | ----------------------- | ----------------------- | ----------------------- | ----------------------- | ----------------------- | ----------------------- | ----------------------- | ----------------------- | ----------------------- |
| Jahr                    | 1808                    | 1850                    | 1900                    | 1920                    | 1950                    | 1980                    | 1990                    | 2000                    | 2005                    | 2009                    |
| Einwohner               | 100                     | 170                     | 146                     | 206                     | 188                     | 105                     | 161                     | 158                     | 173                     | 162                     |

### Sprachen
Bis ins 19. Jahrhundert sprach die Einwohnerschaft Sutselvisch, eine bündnerromanische Mundart. Der Sprachwechsel hin zum Deutschen erfolgte schon sehr früh. 1860 und 1870 war die Gemeinde noch gemischtsprachig, doch bereits 1888 gaben nur noch 44 (= 24 %) der damals 185 Bewohner Romanisch als Muttersprache an. Dieser Wert sank bis 1910 auf 20 % und 1941 auf 11 %. Heute ist die Gemeinde beinahe einsprachig. Deutsch ist einzige Behördensprache. Die Entwicklung der letzten Jahrzehnte zeigt folgende Tabelle:
| Sprachen      | Volkszählung 1980 | Volkszählung 1980 | Volkszählung 1990 | Volkszählung 1990 | Volkszählung 2000 | Volkszählung 2000 |
| Sprachen      | Anzahl            | Anteil            | Anzahl            | Anteil            | Anzahl            | Anteil            |
| ------------- | ----------------- | ----------------- | ----------------- | ----------------- | ----------------- | ----------------- |
| Deutsch       | 98                | 93,33 %           | 144               | 89,44 %           | 154               | 97,47 %           |
| Rätoromanisch | 6                 | 5,71 %            | 4                 | 2,48 %            | 1                 | 0,63 %            |
| Italienisch   | 0                 | 0,00 %            | 4                 | 2,48 %            | 3                 | 1,90 %            |
| Einwohner     | 105               | 100 %             | 161               | 100 %             | 158               | 100 %             |

### Herkunft und Nationalität
Von den Ende 2005 173 Bewohnern waren 169 (= 97,69 %) Schweizer Staatsangehörige.

## Sehenswürdigkeiten
Unter Denkmalschutz steht die reformierte Dorfkirche.